# Daniele Contrini

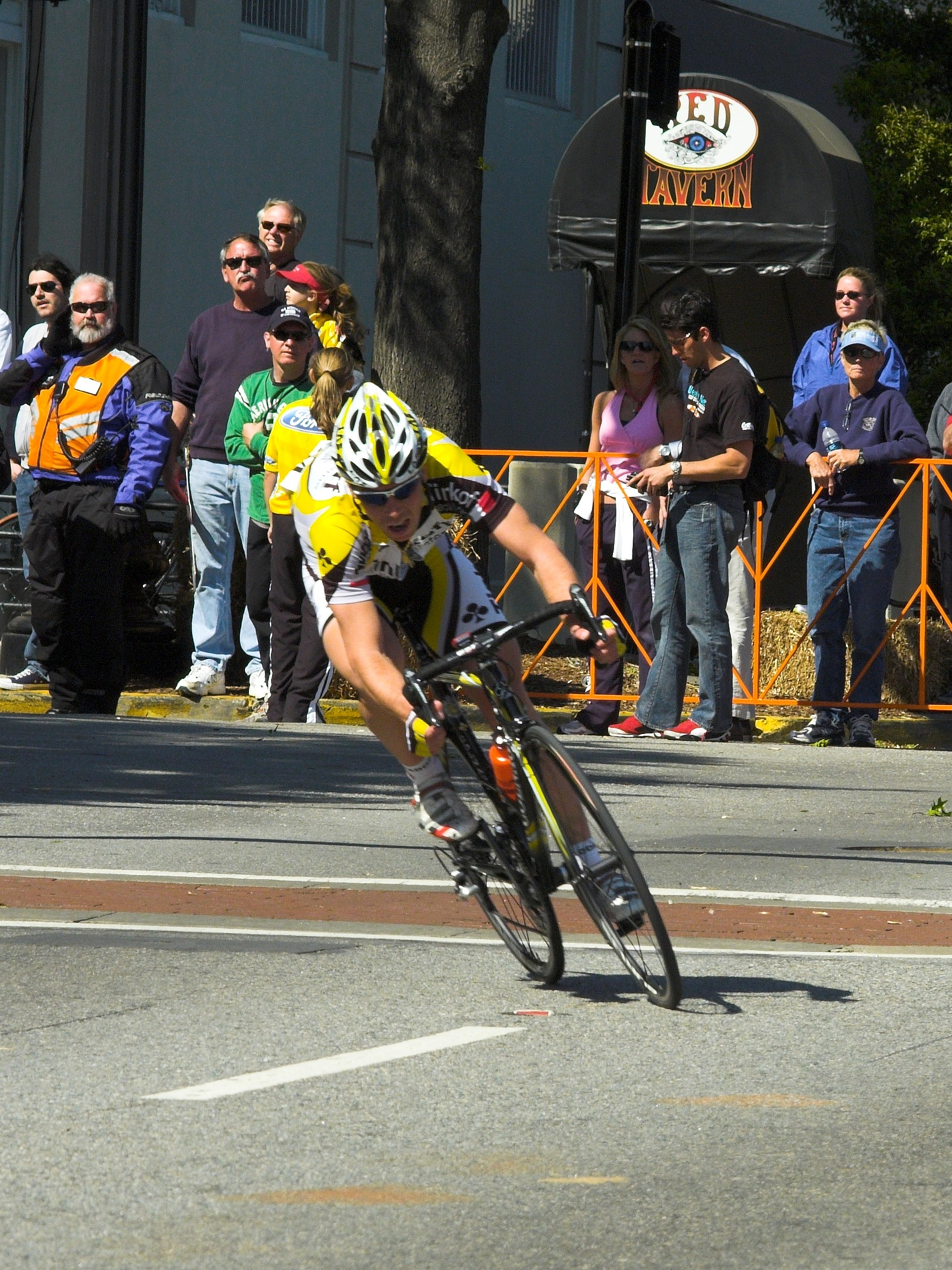
Daniele Contrini

Daniele Contrini (* 15. August 1974 in Gardone Val Trompia) ist ein ehemaliger italienischer Radrennfahrer.
Daniele Contrini begann seine Karriere 1995 bei Brescialat. Er fuhr dort vier Jahre lang und wechselte dann zu Liquigas. 2002 ging er zum deutschen Team Gerolsteiner. Für dieses Team konnte er 2003 eine Etappe der Sachsen-Tour für sich entscheiden. Ab 2004 fuhr Contrini für das Schweizer Radsport-Team L.P.R. In der Saison 2005 gewann er das französische Eintagesrennen Route Adélie sowie eine Etappe der Picardie-Rundfahrt. Sein größter Erfolg war der Sieg auf der zweiten Etappe der Tour de Suisse 2006.

## Palmarès
2005
- Route Adélie

2006
- eine Etappe Tour de Suisse

2007
- eine Etappe Tour de Georgia

## Teams
- 1995 Brescialat
- 1996 Brescialat
- 1997 Brescialat-Oyster
- 1998 Brescialat-Liquigas
- 1999 Liquigas
- 2000 Liquigas-Pata
- 2001 Liquigas-Pata
- 2002 Gerolsteiner
- 2003 Gerolsteiner
- 2004 Team L.P.R.-Piacenza
- 2005 Team L.P.R.-Piacenza
- 2006 Team L.P.R.
- 2007–2008 Team Tinkoff Credit Systems